# 张庆鹏
张庆鹏（1981年3月28日—），辽宁抚顺人，已退役中国职业篮球运动员，身高1米88，体重83.5公斤，场上位置组织后卫。张庆鹏于2001年进入CBA辽宁盼盼一队，之后又先后效力于北京首钢队和山東隊。2006年首次入选中国国家男子篮球队。2020年9月19日，张庆鹏宣布退役。